# Antonietta Pastori
Antonietta Pastori (Milà, 1929) és una soprano operística italiana, particularment associada amb papers de soprano coloratura.
Nascuda a Milà, Pastori va estudiar piano i cant al Conservatori de Milà. Va ser alumna de la soprano Giuseppina Piccoletti. Va fer el seu debut al Teatro Nuovo el 1951, interpretant el paper de Gilda de Rigoletto, de Verdi, i a La Scala el 1957, en l'òpera La buona figliuola de Niccolò Piccinni. Va ser convidada regularment al Teatro San Carlo de Nàpols, així com a altres teatres italians.
Va aparèixer també a la televisió i a la ràdio italianes, amb notorietat l'any 1954, fent el paper de Rosina de Il barber de Sevilla de Rossini, juntament amb Rolando Panerai i Nicola Monti; l'any 1955 fent el paper de Marguerite de Les Huguenots de Meyerbeer, amb Giacomo Lauri-Volpi, i l'any 1958 fent el paper de Giulietta de I Capuleti e i Montecchi de Bellini, amb Fiorenza Cossotto.
Va gaudir també d'una important carrera internacional, apareixent als teatres de Madrid, Barcelona, París, Londres, Dublín, Amsterdam, on va cantar Rosina, Lucia i Gilda. Va ser aclamada al Festival de Glyndebourne l'any 1957, fent el paper d'Elvira de L'italiana en Algeri de Rossini i Nanetta en Falstaff de Verdi.
Va cantar Rigoletto al Teatro Carlos III de Madrid l'any 1952. Al Gran Teatre del Liceu de Barcelona va interpretar Rigoletto el novembre de 1954 i Lucia di Lammermoor de Gaetano Donizetti el novembre de 1955. El setembre de 1956 va interpretar a Sevilla l'òpera El barber de Sevilla, al pati de La Monteria dels Reales Alcázares.

## Enregistraments
- 1954: El barber de Sevilla de Rossini, amb Nicola Monti, Antonietta Pastori, Rolando Panerai, Eraldo Coda, Fernanda Cadoni, Franco Calabrese, Marcello Cortis, Orquestra simfònica i Cors de la RAI, director Carlo Maria Giulini, Great Opera Performances Classics (2004), Cat: G.O.P. 66.104.
- 1956: Gli Ugonotti (Les Huguenots) de Meyerbeer, amb Giacomo Lauri-Volpi, Antonietta Pastori, Giuseppe Taddei, Giorgio Tozzi, Anna de Cavaliere, Nicola Zaccaria, Orquestra Simfònica i Cor de la RAI de Milà, director Tullio Serafin, enregistrat en directe.
- 1956: Rigoletto de Verdi, amb Carlo Tagliabue, Isidoro Antonioli, Antonietta Pastori, director Ugo Rapalo, enregistrament en directe a Nàpols.
- 1958: I Capuleti e i Montecchi de Bellini, amb Fiorenza Cossotto, Renato Gavarini, Vittorio Tatozzi, Ivo Vinco, Orquestra Simfònica i Cor de la RAI de Milà, director Lorin Maazel, enregistrament fet en directe, Roma 23 d'octubre de 1958.